# San Francisco Ixhuatán
San Francisco Ixhuatan är en ort i Mexiko.   Den ligger i kommunen San Francisco Ixhuatán och delstaten Oaxaca, i den sydöstra delen av landet, 600 km sydost om huvudstaden Mexico City. San Francisco Ixhuatan ligger 19 meter över havet och antalet invånare är 5 654.
Terrängen runt San Francisco Ixhuatan är platt åt sydväst, men åt nordost är den kuperad. Runt San Francisco Ixhuatan är det ganska glesbefolkat, med 24 invånare per kvadratkilometer. Omgivningarna runt San Francisco Ixhuatan är en mosaik av jordbruksmark och naturlig växtlighet.